# ریس نوی
ریس نوی (انگلیسی: Reece Noi؛ زادهٔ ۱۳ ژوئن ۱۹۸۸) بازیگر اهل بریتانیا است. نوی در فصل چهارم، قسمت پنجم سریال بی‌شرم از شبکه ۴، در نقش لوک نیومن، دوست‌پسر مسیحی دِبی، ظاهر شد. او همچنین نقش‌های مهمان کارل در سریال پارادوکس از شبکه بی‌بی‌سی و تایلر سیمونز در سریال بیل از شبکه آی‌تی‌وی در سال ۲۰۰۹ را ایفا کرد.

از فیلم‌ها یا مجموعه‌های تلویزیونی که وی در آن‌ها نقش داشته‌است، می‌توان به وقتی آن‌ها ما را می‌بینند، بی‌شرم و سرای سپید و سیاه اشاره نمود.